# Tournoi de Bâle
Pour le tournoi de tennis, voir Tournoi de tennis de Bâle.
Le Tournoi de Bâle était une compétition de judo organisée tous les ans à Bâle en Suisse par l'EJU (European Judo Union). Il faisait partie de la Coupe du monde de judo masculine ou féminine en fonction des années. Il cessa en 1997.

## Palmarès Hommes
| A-Tournament | A-Tournament         | A-Tournament   | A-Tournament        | A-Tournament      | A-Tournament      | A-Tournament      | A-Tournament          |
| Année        | -60 kg               | -66 kg         | -73 kg              | -81 kg            | -90 kg            | -100 kg           | +100 kg               |
| ------------ | -------------------- | -------------- | ------------------- | ----------------- | ----------------- | ----------------- | --------------------- |
| 1997         | Kenji Uematsu        | Frederik Colas | Ilya Chimchiuri     | Sergei Aschwanden | Roy Poels         | Pedro Soares      | Dirk Kuelker          |
| Année        | -60 kg               | -65 kg         | -71 kg              | -78 kg            | -86 kg            | -95 kg            | +95 kg                |
| 1996         | David Moret          | Ernst Hofer    | Josef Vensek        | Pierre Flamand    | Stéphane Nomis    | Igor Gorbokon     | Laurent Crost         |
| 1995         | Yacine Douma         | Julian Davies  | Christophe Gagliano | Patrick Klas      | Sergey Klishin    | Detlef Knorrek    | Igor Mueller          |
| 1994         | Georgi Kesherashvili | Günter Narr    | Laurent Pellet      | Knut Novak        | Daniel Lascau     | Stéphane Traineau | Jérôme Dreyfus        |
| 1993         | Manuel Orgaz         | Naoya Uchimura | Laurent Pellet      | Stefan Dott       | Ruslan Mashurenko | Jun Abe           | Gert Catsburg         |
| 1992         | Sergey Gorlov        | Eric Born      | Kawai               | Fujino            | Alex Smeets       | Dennes Teunissen  | Sato                  |
| 1991         | Thierry Dibert       | Nazim Hüseynov | Laurent Pellet      | Dave De Vries     | Roman Karger      | Vitaly Budyukin   | David Khakhaleishvili |

## Palmarès Femmes
| A-Tournament | A-Tournament     | A-Tournament      | A-Tournament                    | A-Tournament        | A-Tournament         | A-Tournament      | A-Tournament      |
| Année        | -48 kg           | -52 kg            | -57 kg                          | -63 kg              | -70 kg               | -78 kg            | +78 kg            |
| ------------ | ---------------- | ----------------- | ------------------------------- | ------------------- | -------------------- | ----------------- | ----------------- |
| 1997         | Ilse Heylen      | Heidi Goossens    | Lena Goeldi                     | Radka Stusakova     | Nicole Bruns         | Esther San Miguel | Linda Marguerite  |
| Année        | -48 kg           | -52 kg            | -56 kg                          | -61 kg              | -66 kg               | -72 kg            | +72 kg            |
| 1996         | Bénédicte Nardou | Inge Clement      | Heidi Goossens                  | Karine Petit        | Amina Abdellatif     | Heidi Rakels      | Angelique Seriese |
| 1995         | Sylvie Meloux    | Alessandra Giungi | Nicola Fairbrother              | Sara Álvarez        | Emanuela Pierantozzi | Ylenia Scapin     | Johanna Hagn      |
| 1994         | Yolanda Soler    | Almudena Muñoz    | Azucena Verde                   | Michaela Vernerová  | Nicole Bruns         | Cristina Curto    | Éva Granicz       |
| 1993         | Monika Kurath    | Myra Versteeg     | Ursula Myren                    | Deborah Gravenstijn | Claudia Zwiers       | Karin Hefkova     | Raquel Barrientos |
| 1992         | Birte Siemens    | Paula Saldanha    | Modèle:SZE-d Michaela Vernerová | Gisela Haemmerling  | Petra Schweizer      | Estha Essombe     | Karin Kutz        |